# Ronzo-Chienis
Ronzo-Chienis ist eine nordostitalienische Gemeinde (comune) mit 1003 Einwohnern (Stand 31. Dezember 2023) im Trentino in der Region Trentino-Südtirol.

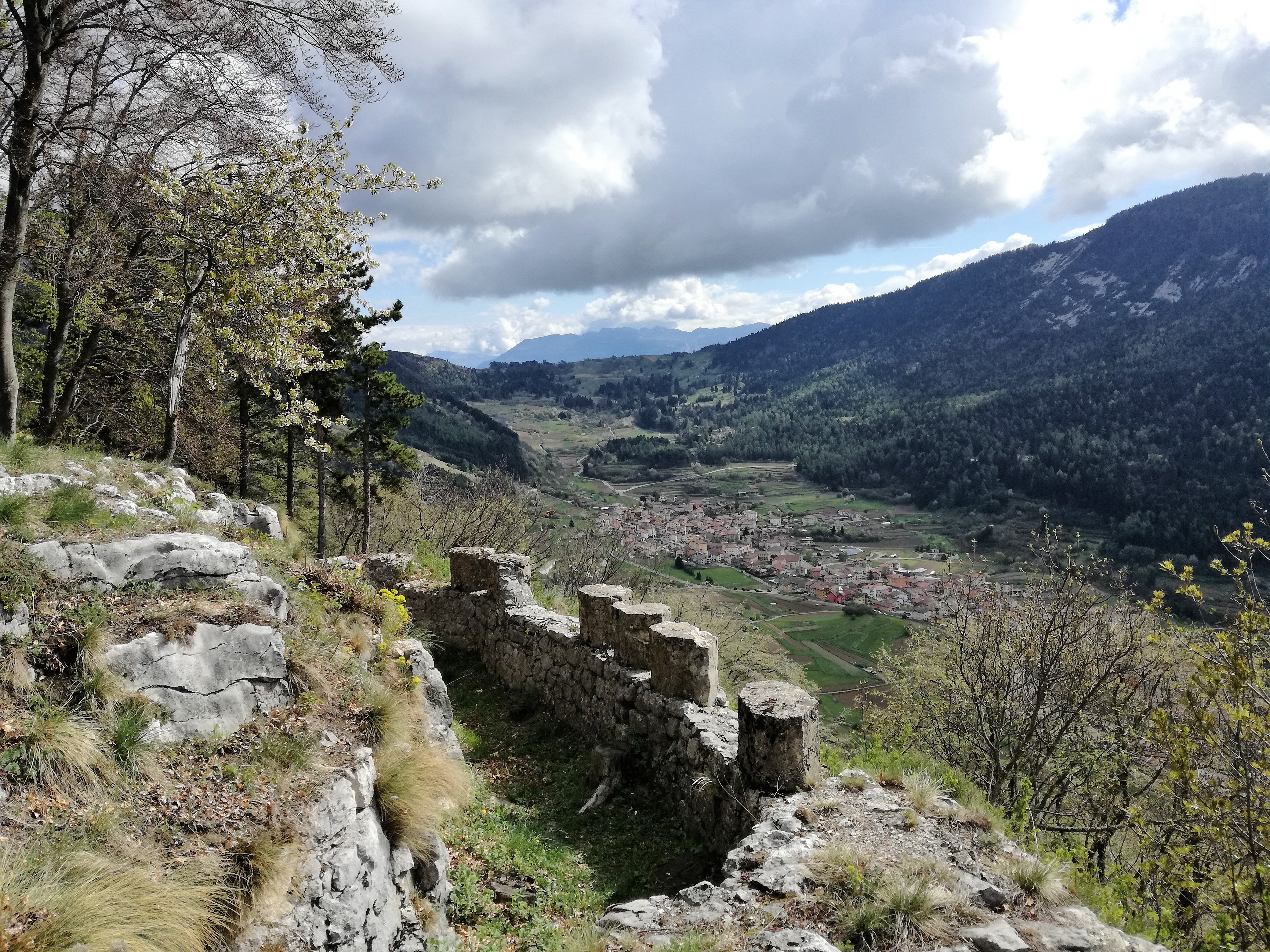
Ronzo-Chienis vom Monte Creino

## Geographie
Die Gemeinde liegt etwa 23,5 Kilometer südwestlich von Trient im oberen Grestatal und gehört zur Talgemeinschaft Comunità della Vallagarina. Der Ort wird im Osten eingegrenzt von den Ausläufern des Monte Biaena, während im Norden der Passo Bordala (1250 m s.l.m.) die Gemeindegrenze zur Gemeinde Isera und den direkten Übergang in das Etschtal bildet. Im Westen grenzt das Gemeindegebiet etwas unterhalb des Passo Santa Barbara (1169 m s.l.m.) an das der Gemeinde Arco. Im Nordwesten liegt mit dem Monte Stivo der südliche Teil der Monte Bondone-Monte Stivo Gruppe.

## Gemeindepartnerschaft
- Buttenheim,  (Oberfranken), seit 2009